# Черногорлая астрапия
Черногорлая астрапия (лат. Astrapia nigra) — вид воробьинообразных птиц из семейства райских птиц (Paradisaeidae). Обитает в горах Тамрау (англ. Tamrau mountains) и Арфак на полуострове Чендравасих в северо-западной части Новой Гвинеи. Длина птицы (от кончика клюва до кончика хвоста) — 71 см, длина крыла — 22 см, длина хвоста — 45 см. Рацион состоит, главным образом, из фруктов растений рода пандан.